# Жубина
Жубина (словен. Žubina) — поселення в общині Требнє, регіон Південно-Східна Словенія, Словенія.